# Єзьоркі (Щецинецький повіт)
Єзьоркі (пол. Jeziorki) — село в Польщі, у гміні Барвиці Щецинецького повіту Західнопоморського воєводства.
Населення — 59 осіб (2011).

## Демографія
Демографічна структура станом на 31 березня 2011 року:
|          | Загалом | Допрацездатний вік | Працездатний вік | Постпрацездатний вік |
| -------- | ------- | ------------------ | ---------------- | -------------------- |
| Чоловіки | 30      | 3                  | 24               | 3                    |
| Жінки    | 29      | 6                  | 15               | 8                    |
| Разом    | 59      | 9                  | 39               | 11                   |